# Wir kommen alle in den Himmel
Wir kommen alle in den Himmel ist eine französische Filmkomödie von Yves Robert aus dem Jahr 1977.

## Handlung
Étienne, Daniel, Simon und Bouly sind die besten Freunde, die unter anderem die gemeinsame Leidenschaft fürs Tennisspiel eint. Étienne lebt mit seiner Frau Marthe und den beiden Töchtern zusammen. Daniel ist homosexuell, ohne weiter Worte darüber zu verlieren. Arzt Simon hat eine Beziehung zur jungen Mireille, was von seiner dominanten Mutter missbilligt wird. Tennisplatzinhaber Bouly wiederum lebt von seiner Ex-Frau Marie-Ange und deren vier Kindern getrennt und ist mit Daisy verlobt, die drei Kinder hat. Da er die freie Liebe propagiert, die vor allem seine Ex-Frau in Anspruch nimmt, ist er immer wieder auch Kindermädchen für vier bis sieben Kinder.
Der stets beherrschte und etwas steife Étienne findet eines Tages zufällig ein Foto in den Sachen seiner Frau, das Marthe und einen grauhaarigen Mann bei einer innigen Umarmung zeigt. Er beginnt, Marthe zu beobachten und ihr kleine Fallen zu stellen, so ruft er sie anonym an und schickt ihr Blumen. Marthe jedoch gibt nicht zu erkennen, dass sie einen Liebhaber hat. Stattdessen verbringt sie ihre Abende oft mit einer Theatergruppe, die Jean Racines Bérénice probt.
Die vier Männer haben zufällig ein zum Verkauf stehendes Haus mit Tennisplatz am Rande von Paris gefunden. Sie legen Geld zusammen und kaufen das Haus. Die erste Nacht nach dem Kauf schlafen sie in ihrem neuen Eigentum, nur um am nächsten Morgen von ohrenbetäubendem Lärm geweckt zu werden: Das Haus steht direkt am Pariser Flughafen. Der Makler nutzte einen 24-stündigen Pilotenstreik, um das Haus günstig an den Mann zu bringen. Das unbewohnbare Haus ist nicht Étiennes einzige Sorge. Er vermutet immer noch eine Affäre seiner Frau, folgt jedoch eines Tages dem falschen Mann und ohrfeigt ihn. Der Mann demoliert daraufhin aus Rache Étiennes Wagen. Étiennes nächster Versuch, seine Frau beim Fremdgehen zu erwischen, schlägt noch gravierender fehl. Er gibt vor, drei Tage ins Ausland zu verreisen, nimmt jedoch in Wirklichkeit ein Hotelzimmer gegenüber seiner eigenen Wohnung. Marthe bleibt das nicht verborgen, sodass sie nun ihrerseits glaubt, dass Étienne eine Affäre habe. Er bleibt angesichts der Verdrehung der Anklage wortlos zurück. Nicht nur in seiner Ehe kriselt es, sondern auch in der Freundschaft zu Daniel, Simon und Bouly. Die treffen sich zwar weiterhin auf dem Tennisplatz ihres neuen Hauses, doch endet ein Spiel im Flugzeuglärm und schließlich einer handfesten Schlägerei, woraufhin sich alle vier Männer für einige Zeit aus dem Weg gehen.
In dieser Zeit beginnt Daniel Affären mit Frauen, weil er nach eigener Ansicht neben sich steht. Étienne findet heraus, dass das Foto während einer Theaterprobe Marthes entstand und harmlos ist. Simon wiederum hat eine Affäre mit einer Patientin, mit der er in den Urlaub fährt. Nach seiner Rückkehr wird er am Bahnhof von Étienne, Daniel und Bouly erwartet, die ihm mitteilen, dass seine Mutter gestorben ist. Simon bricht zusammen. Nach der Trauerfeier eröffnet Daniel seinen Freunden, dass er seine Chefin Marie-Christine heiraten wird. Die Hochzeit jedoch platzt kurzfristig, da sich Marie-Christine eine Ehe mit Daniel doch nicht vorstellen kann. Das Leben geht weiter. Étienne beginnt eine Affäre mit einer Kollegin, mit der er eine Kurzreise nach Bordeaux antreten will. Seine Freunde fahren ihn zum Flughafen. Hier sehen die drei Marthe, die den Theaterkollegen Benoît küsst. Sie belauschen, wie sie sich von ihm trennt, nachdem sich zwischen beiden schon längere Zeit eine Affäre anbahnte. Marthe entdeckt Daniel, Simon und Bouly, die vor ihr davonlaufen und so unfreiwillig Marthe und den auf seine Geliebte wartenden Étienne zusammenbringen. Spontan geben die Freunde vor, dass sie nicht Étienne, sondern Simon zum Flughafen gebracht hätten. Simon spielt notgedrungen mit und fliegt nach Bordeaux. Étiennes Geliebte zieht sich diskret zurück, während Étienne und Marthe ein Taxi nach Hause nehmen. Sowohl Étienne als auch Marthe bedeuten Daniel und Bouly heimlich, nichts zu verraten. Beide stimmen ebenso heimlich zu.

## Produktion
Wir kommen alle in den Himmel entstand als Fortsetzung des Films Ein Elefant irrt sich gewaltig, der 1976 in die Kinos kam. Die Kostüme schuf Nadine Dessalles, die Filmbauten stammen von Jean-Pierre Kohut-Svelko.
Der Film lief am 9. November 1977 in den französischen Kinos an, wo er von mehr als zwei Millionen Zuschauern gesehen wurde. Er kam am 17. Februar 1978 auch in die bundesdeutschen Kinos und lief am 31. Dezember 1983 auf DFF 1 im Fernsehen der DDR.

## Synchronisation
| Rolle          | Darsteller        | Synchronsprecher  |
| -------------- | ----------------- | ----------------- |
| Étienne Dorsay | Jean Rochefort    | Jürgen Thormann   |
| Daniel         | Claude Brasseur   | Edgar Ott         |
| Simon Messina  | Guy Bedos         | Andreas Mannkopff |
| Bouly          | Victor Lanoux     | Michael Chevalier |
| Marthe Dorsay  | Danièle Delorme   | Renate Danz       |
| Mouchy         | Marthe Villalonga | Gudrun Genest     |
| Bastien        | Daniel Gélin      | Heinz Petruo      |

## Kritik
Für das Lexikon des internationalen Films war Wir kommen alle in den Himmel eine „[e]legant inszenierte und geistvoll pointierte Unterhaltung, die zwischen mancherlei Situationskomik in menschlichen Schicksalen auch Nachdenklichkeit zu wecken weiß."“ „Eine große Freude, diese vier Freunde“, befand Cinema.

## Auszeichnungen
Beim César 1978 erhielt der Film drei Nominierungen: für den César in der Kategorie Bester Film (Yves Robert), Bestes Drehbuch (Jean-Loup Dabadie) und Bestes Szenenbild (Jean-Pierre Kohut-Svelko).